# ولاية جانت
ولاية جانت هي ولاية جزائرية تقع في جنوب الجزائر، تحمل عاصمتها نفس الاسم : جانت تم ترقيتها من ولاية منتدبة إلى ولاية كاملة يوم 26 نوفمبر 2019.هي اصغر ولاية في الجزائر والشخصيات افريقيا

## التعريف بالولاية
جانت، هي ولاية جزائرية تقع في جنوب الجزائر، تحمل عاصمتها نفس الاسم: مدينة جانت، يقع مركز الولاية بمدينة جانت.

## التسمية، الموقع، والمناخ

### التسمية
يعود أصل كلمة جانت إلى اللهجة الأمازيغية التارقية، والتي تعني (حط الرحال). حيث أنه في القديم تاه قطيع من الإبل عن صاحبه بينما كان يرعاه قرب وادي جانت الحالي، وفي محاولة بحثه التقى بجمع من البدو والرحل فسألهم إن شاهدوا إبله. فأجاب أحدهم: إذهب إلى الوادي فستجدها جانت، أي باركة هناك.

### الموقع: الجنوب الغربي الجزائري

#### الموقع الجغرافي: اقليم الطاسيلي ازجر
شمالاً: ولاية إليزي وليبيا
شرقاً: ليبيا
جنوباً: النيجر وولاية تمنراست
غرباً: ولاية تمنراست

## التنظيم الإداري

### التقسيم الإداري
حسب التقسيم الإداري 2019 فإن ولاية جانت تضم دائرة واحدة (1) وبلديتين (2) وهي:
| # | الدائرة    | البلديات                     |
| - | ---------- | ---------------------------- |
| 1 | دائرة جانت | بلدية جانت، بلدية برج الحواس |

## الرياضة بجانت

### أهم أندية كرة القدم في ولاية جانت
مولودية جانت